# Eltjo Gnodde
Eltjo Gnodde (Harderwijk, 2 april 1989) is een Nederlands voetballer van FC Zwolle. Hij speelt als aanvaller.
Hij debuteerde op 29 augustus 2006 in de wedstrijd VVV-Venlo – FC Zwolle (1–1).

## Statistieken
| Seizoen | Club      | Land      | Competitie     | Wed. | Goals |
| ------- | --------- | --------- | -------------- | ---- | ----- |
| 2008/09 | FC Zwolle | Nederland | Eerste divisie | 8    | 0     |
| Totaal  | Totaal    | Totaal    | Totaal         | 8    | 0     |